# (6460) Bassano
(6460) Bassano ist ein Asteroid des Hauptgürtels, der von den italienischen Amateurastronomen Ulisse Quadri und Luca Pietro Strabla am 26. Oktober 1992 am Observatorium Bassano Bresciano (IAU-Code 565) nahe der Gemeinde Bassano Bresciano in der Provinz Brescia entdeckt wurde.
Der Asteroid wurde nach der Gemeinde Bassano Bresciano in der Provinz Brescia benannt, in der die gleichnamige Sternwarte beheimatet ist.